# Фиванский цикл

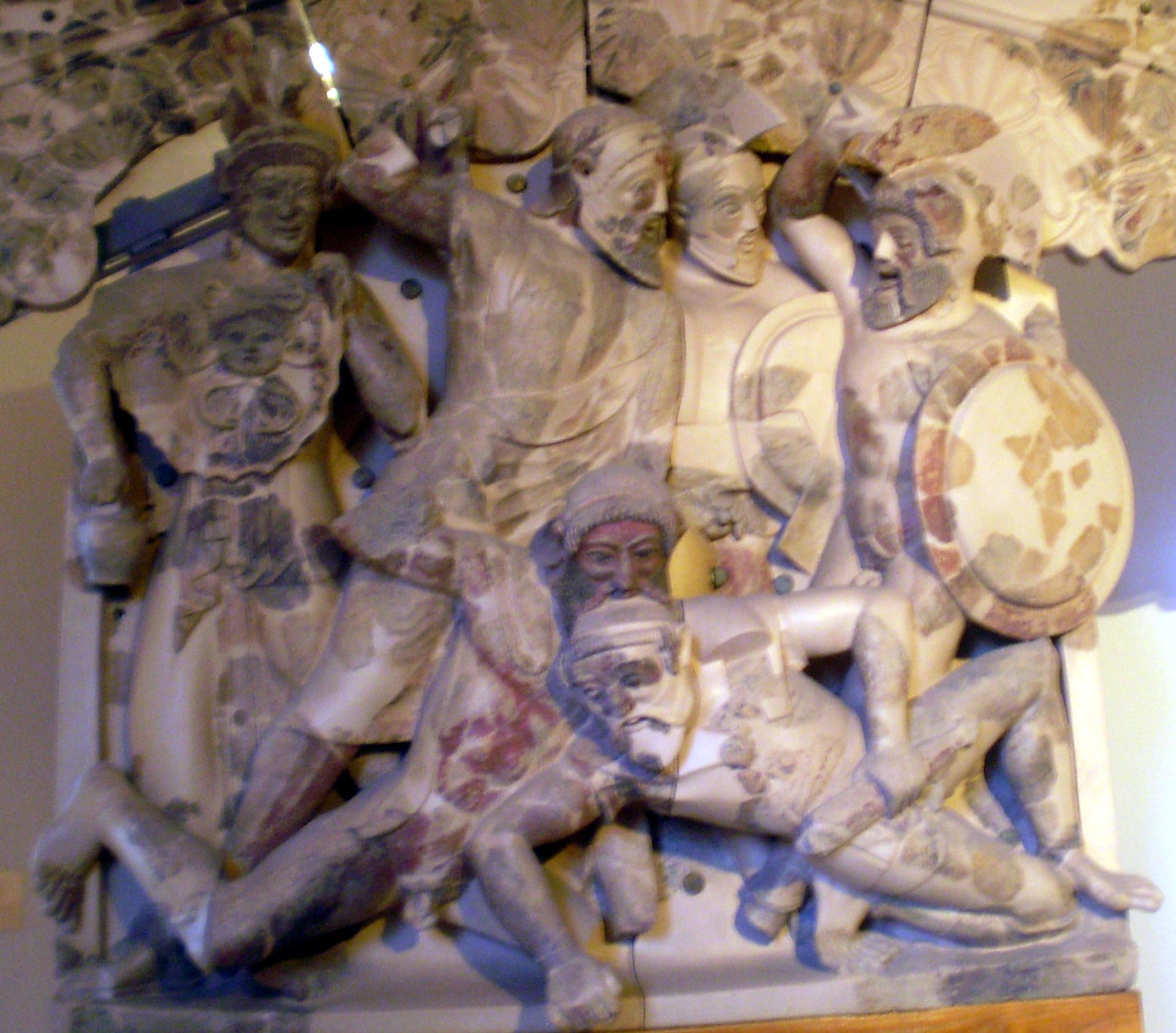
Деталь глиняной группы, изображающей мифологическую сцену из фиванского цикла, район храма A в Пирги, середина V века до н. э.

Фиванский цикл (греч. Θηβαϊκὸς Κύκλος) представляет собой собрание четырёх ныне утраченных эпический произведений древнегреческой литературы, в которых рассказывается о мифической истории беотийского города Фивы. Они состояли из стихов, написанных дактилическим гекзаметром и, вероятно, были записаны между 750 и 500 годами до н. э.
Ученый и священнослужитель IX века Фотий I, патриарх Константинопольский, в своей «Библиотеке» рассматривал фиванский цикл как часть эпического цикла; однако современные исследователи обычно этого не делают.
Мифы из фиванского цикла были традиционными: два гомеровских эпоса, «Илиада» и «Одиссея», демонстрируют знание многих из них. Самыми известными историями в цикле были мифы о Эдипе и «Семерых против Фив», которые были в значительной степени заимствованы позднейшими авторами древнегреческих трагедий.
К эпическим произведениям фиванского цикла относились:
- «Эдиподия», приписываемая Кинефону из Спарты, повествовала о решении Эдипом загадки Сфинкса и, вероятно, о его кровосмесительном браке с матерью Эпикастой или Иокастой.
- «Фиваида», авторство которой неясно, но которую в древности иногда приписывали Гомеру, повествует о войне между двумя сыновьями Эдипа: Этеоклом и Полиником, а также о неудачном походе Полиника против города Фивы с шестью другими военачальниками («Семеро против Фив»), в которой погибли и Этеокл, и Полиник.
- «Эпигоны», приписываемые в древности либо Антимаху из Теоса, либо Гомеру, представляли собой продолжение «Фиваиды», повествовавшее о следующем поколении героев, напавших на Фивы, на этот раз успешно.
- «Алкмеонида», авторство которой неясно, повествовала об убийстве Алкмеоном своей матери Эрифилы за то, что она организовала убийство его отца Амфиарая (было рассказано и в «Фиваиде»).